# Im Schatten der Krone
Im Schatten der Krone ist ein amerikanischer Spielfilm aus dem Jahr 1952. Er basiert auf dem Roman Der Gefangene von Zenda von Anthony Hope. Unter diesem Titel wurde der Film später auch im Fernsehen gezeigt.

## Handlung
Es ist am Vorabend der Krönung Rudolfs V. von Ruritanien. Der designierte König trifft auf der Jagd Rassendyll, einen jungen Engländer, der ihm gleicht wie ein Ei dem anderen. Sie trinken um die Wette. Rudolf gewinnt zwar, wird aber am nächsten Morgen bewusstlos aufgefunden. Irgendjemand muss ihm etwas in den Wein getan haben.
Wie sich herausstellt, war das Rudolfs Stiefbruder Michael, der selber nach der Krone und der zukünftigen Königin Flavia strebt.
Rudolfs Gefolgsleute sehen nur einen Ausweg: Solange der rechtmäßige Thronfolger nicht bei Sinnen ist, soll Rassendyll dessen Rolle spielen. Der lässt sich dazu überreden, wird König und bekommt Flavia zur Frau. Außer den wenigen Eingeweihten kennt keiner die wahre Identität des neuen Herrschers, selbst Flavia merkt nichts. Sie hatte Rudolf, ihren Zukünftigen, bisher wohl nur flüchtig gekannt.
Rudolfs Stiefbruder Michael jedoch, der bei seinen Intrigen von Graf Hentzau (James Mason) skrupellos unterstützt wird, durchschaut das Spiel. Er entführt den echten König, der immer noch bewusstlos ist, als Gefangenen auf das Schloss Zenda.
Rassendyll muss das Spiel notgedrungen fortsetzen. Er verliebt sich in Flavia, die sich ihrerseits wundert, wie zugänglich und freundlich ihr Gemahl geworden ist. Sie hatte ihren Verlobten bisher nur als unangenehmen Zeitgenossen in Erinnerung. Jetzt aber beginnt sie, ihren Mann zu lieben.
Der vermeintliche König und seine Mannen suchen zunächst vergeblich nach dem Verschwundenen, bis Michaels Geliebte Antoinette (Jane Greer), die dessen Bemühungen um Flavia eifersüchtig beobachtet, sich rächt und das Verlies verrät. Während Rudolfs Befreier heimlich in das Schloss eindringen, verwickelt sie Graf Hentzau in eine Liebesszene, um ihn abzulenken. Michael überrascht die beiden, es kommt zum Kampf, und er wird getötet.
Im Schloss sind die Kämpfe entbrannt. Rudolf schwebt in Todesgefahr, aber Rassendyll kann ihn im letzten Moment retten. Und in einem mitreißenden Degenduell verfolgen sich Hentzau und Rassendyll quer durch die Räume des Schlosses. Als Verstärkung für Rassendyll eintrifft, springt Hentzau aus dem Fenster in den Burggraben.
Rudolf – nunmehr sichtlich zu einem echten König gereift – übernimmt sein Amt. Für Rassendyll und Flavia heißt es Abschied nehmen, denn sie verzichtet auf ihr persönliches Glück für Krone und Land.

## Querverweise
- Der Film ist eine genaue Kopie der 1937er Verfilmung von Produzent David O. Selznick unter der Regie von John Cromwell, mit Ronald Colman in der Hauptrolle. Laut Aussage von Selznick soll sich bei dem Remake Regisseur Richard Thorpe eine Moviola mit der 1937er Fassung ins Atelier gestellt und Szene für Szene genau nachgedreht  haben.
- Deborah Kerr und Stewart Granger spielten noch in zwei weiteren Filmen zusammen: König Salomons Diamanten und Die Thronfolgerin.
- Louis Calhern (Zapf) und James Mason (Hentzau) spielten mit Deborah Kerr auch in Julius Caesar. Calhern war Caesar, Mason war Brutus, Caesars Mörder, und Kerr – in einer kleineren Nebenrolle – die Portia.
- Lewis Stone spielte in der Filmfassung von 1922 die Hauptrolle. In dieser Fassung von 1952 verkörperte er den Kardinal.
- Alfred Newman war zu seiner Zeit der erfolgreichste Filmkomponist und Arrangeur. Neunmal gewann er den Oscar.

## Kritiken
„Operettenhistorie, bisweilen mit spöttischem Vergnügen am europäisch-höfischen Zeremoniell erzählt.“

„Humor- und schwungvolle Unterhaltung nach Operettenart. Für Jüngere partieweise zu blutig.“

„Remake des Klassikers von 1937 (…); respektabel gespielt, schöne Schauwerte. (Wertung: 2½ von 4 möglichen Sternen – überdurchschnittlich)“